# گولم (پوتسدام)
گولم (به آلمانی: Golm) یک منطقهٔ مسکونی در آلمان است که در پوتسدام واقع شده‌است. گولم ۲٬۸۵۵ نفر جمعیت دارد.